# Govorni pomočnik
Govorni pomočnik je spletna zbirka besed in besednih zvez ter posnetkov izgovorov, ki jo ureja RTV Slovenija. V pomoč je javnim govorcem in tudi prostovoljnim entuziastom, zbirka se tudi sproti dopolnjuje.
V bazi je med drugim moč najti slovenska in tujina imena ljudi, krajev, pojavov, glasbenih zasedb, razvrščena so tudi po jezikih, teh je več kot 35, in področjih.